# 1743年

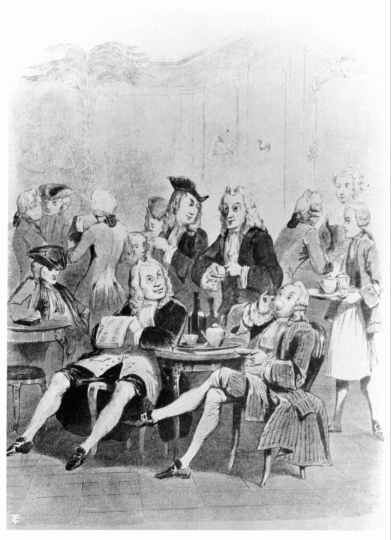
1743年のカフェ・プロコップの様子。作者不詳。

1743年（1743 ねん）は、西暦（グレゴリオ暦）による、火曜日から始まる平年。

## 他の紀年法
- 干支 : 癸亥
- 日本
  - 寛保3年
  - 皇紀2403年
- 中国
  - 清 : 乾隆8年
- 朝鮮
  - 李氏朝鮮 : 英祖19年
  - 檀紀4076年
- ベトナム
  - 後黎朝 : 景興4年
- 仏滅紀元 : 2285年 - 2286年
- イスラム暦 : 1155年 - 1166年
- ユダヤ暦 : 5503年 - 5504年
- ユリウス暦 : 1742年12月21日 - 1743年12月20日

## カレンダー
| 1月 |    |    |    |    |    |    |
| 日  | 月 | 火 | 水 | 木 | 金 | 土 |
|     |    | 1  | 2  | 3  | 4  | 5  |
| 6   | 7  | 8  | 9  | 10 | 11 | 12 |
| 13  | 14 | 15 | 16 | 17 | 18 | 19 |
| 20  | 21 | 22 | 23 | 24 | 25 | 26 |
| 27  | 28 | 29 | 30 | 31 |    |    |
|     |    |    |    |    |    |    |

| 2月 |    |    |    |    |    |    |
| 日  | 月 | 火 | 水 | 木 | 金 | 土 |
|     |    |    |    |    | 1  | 2  |
| 3   | 4  | 5  | 6  | 7  | 8  | 9  |
| 10  | 11 | 12 | 13 | 14 | 15 | 16 |
| 17  | 18 | 19 | 20 | 21 | 22 | 23 |
| 24  | 25 | 26 | 27 | 28 |    |    |
|     |    |    |    |    |    |    |

| 3月 |    |    |    |    |    |    |
| 日  | 月 | 火 | 水 | 木 | 金 | 土 |
|     |    |    |    |    | 1  | 2  |
| 3   | 4  | 5  | 6  | 7  | 8  | 9  |
| 10  | 11 | 12 | 13 | 14 | 15 | 16 |
| 17  | 18 | 19 | 20 | 21 | 22 | 23 |
| 24  | 25 | 26 | 27 | 28 | 29 | 30 |
| 31  |    |    |    |    |    |    |
|     |    |    |    |    |    |    |

| 4月 |    |    |    |    |    |    |
| 日  | 月 | 火 | 水 | 木 | 金 | 土 |
|     | 1  | 2  | 3  | 4  | 5  | 6  |
| 7   | 8  | 9  | 10 | 11 | 12 | 13 |
| 14  | 15 | 16 | 17 | 18 | 19 | 20 |
| 21  | 22 | 23 | 24 | 25 | 26 | 27 |
| 28  | 29 | 30 |    |    |    |    |
|     |    |    |    |    |    |    |

| 5月 |    |    |    |    |    |    |
| 日  | 月 | 火 | 水 | 木 | 金 | 土 |
|     |    |    | 1  | 2  | 3  | 4  |
| 5   | 6  | 7  | 8  | 9  | 10 | 11 |
| 12  | 13 | 14 | 15 | 16 | 17 | 18 |
| 19  | 20 | 21 | 22 | 23 | 24 | 25 |
| 26  | 27 | 28 | 29 | 30 | 31 |    |
|     |    |    |    |    |    |    |

| 6月 |    |    |    |    |    |    |
| 日  | 月 | 火 | 水 | 木 | 金 | 土 |
|     |    |    |    |    |    | 1  |
| 2   | 3  | 4  | 5  | 6  | 7  | 8  |
| 9   | 10 | 11 | 12 | 13 | 14 | 15 |
| 16  | 17 | 18 | 19 | 20 | 21 | 22 |
| 23  | 24 | 25 | 26 | 27 | 28 | 29 |
| 30  |    |    |    |    |    |    |
|     |    |    |    |    |    |    |

| 7月 |    |    |    |    |    |    |
| 日  | 月 | 火 | 水 | 木 | 金 | 土 |
|     | 1  | 2  | 3  | 4  | 5  | 6  |
| 7   | 8  | 9  | 10 | 11 | 12 | 13 |
| 14  | 15 | 16 | 17 | 18 | 19 | 20 |
| 21  | 22 | 23 | 24 | 25 | 26 | 27 |
| 28  | 29 | 30 | 31 |    |    |    |
|     |    |    |    |    |    |    |

| 8月 |    |    |    |    |    |    |
| 日  | 月 | 火 | 水 | 木 | 金 | 土 |
|     |    |    |    | 1  | 2  | 3  |
| 4   | 5  | 6  | 7  | 8  | 9  | 10 |
| 11  | 12 | 13 | 14 | 15 | 16 | 17 |
| 18  | 19 | 20 | 21 | 22 | 23 | 24 |
| 25  | 26 | 27 | 28 | 29 | 30 | 31 |
|     |    |    |    |    |    |    |

| 9月 |    |    |    |    |    |    |
| 日  | 月 | 火 | 水 | 木 | 金 | 土 |
| 1   | 2  | 3  | 4  | 5  | 6  | 7  |
| 8   | 9  | 10 | 11 | 12 | 13 | 14 |
| 15  | 16 | 17 | 18 | 19 | 20 | 21 |
| 22  | 23 | 24 | 25 | 26 | 27 | 28 |
| 29  | 30 |    |    |    |    |    |
|     |    |    |    |    |    |    |

| 10月 |    |    |    |    |    |    |
| 日   | 月 | 火 | 水 | 木 | 金 | 土 |
|      |    | 1  | 2  | 3  | 4  | 5  |
| 6    | 7  | 8  | 9  | 10 | 11 | 12 |
| 13   | 14 | 15 | 16 | 17 | 18 | 19 |
| 20   | 21 | 22 | 23 | 24 | 25 | 26 |
| 27   | 28 | 29 | 30 | 31 |    |    |
|      |    |    |    |    |    |    |

| 11月 |    |    |    |    |    |    |
| 日   | 月 | 火 | 水 | 木 | 金 | 土 |
|      |    |    |    |    | 1  | 2  |
| 3    | 4  | 5  | 6  | 7  | 8  | 9  |
| 10   | 11 | 12 | 13 | 14 | 15 | 16 |
| 17   | 18 | 19 | 20 | 21 | 22 | 23 |
| 24   | 25 | 26 | 27 | 28 | 29 | 30 |
|      |    |    |    |    |    |    |

| 12月 |    |    |    |    |    |    |
| 日   | 月 | 火 | 水 | 木 | 金 | 土 |
| 1    | 2  | 3  | 4  | 5  | 6  | 7  |
| 8    | 9  | 10 | 11 | 12 | 13 | 14 |
| 15   | 16 | 17 | 18 | 19 | 20 | 21 |
| 22   | 23 | 24 | 25 | 26 | 27 | 28 |
| 29   | 30 | 31 |    |    |    |    |
|      |    |    |    |    |    |    |

## できごと

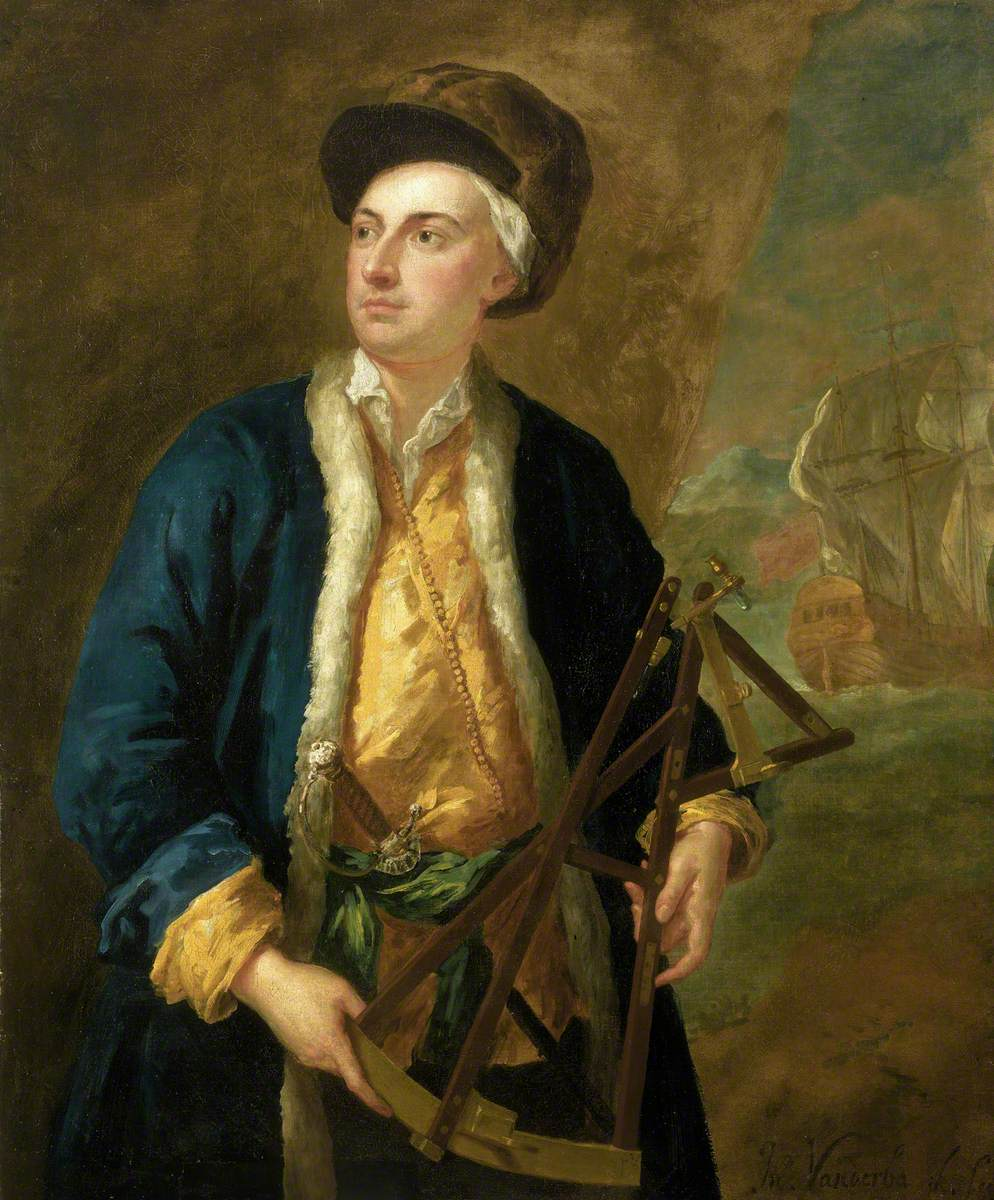
自身が発明した四分儀を持つジョン・エルトン ジョン・ヴァンダーバンク画

- クリンケンベルグ彗星（「1744年の大彗星」とも）がこの年の末から翌年に渡り観測される。
- イタリア - 
  - メッシーナでペストの大流行、4万8000人の死者を出す[1]。
  - ナポリでカポディモンテ窯（英語版）が開かれる。
- イラン - ナーディル・シャーがイギリスの冒険家、ジョン・エルトンをイラン北部の海軍造船所長に任命。エルトンはカスピ海沿岸の街、ラヒジャン（英語版）とランガルード（英語版）で出荷施設の監督に当たった[2]。
- オスマン帝国 -
  - アヤソフィア北東部の一角にオスマン・バロック建築（英語版）（オスマン建築）のイマレット（英語版）（公共厨房）が建設される。
  - アスアド・パシャ・アルアズム（英語版）がダマスクス総督に就任（～1757年）[3]。
- 朝鮮 - 全国に伝染病が蔓延する[4]。『大清一統志』部分。『臺灣府建置沿革』、台湾が化外の地、「東番」とみなされていたことや、明代中期にはオランダ人や日本人の勢力圏にあったと述べている。
- 清 -

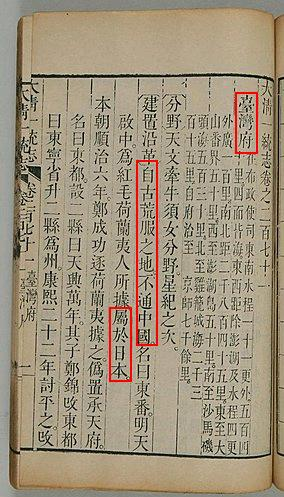
『大清一統志』部分。『臺灣府建置沿革』、台湾が化外の地、「東番」とみなされていたことや、明代中期にはオランダ人や日本人の勢力圏にあったと述べている。

  - 陳廷敬（中国語版）、徐乾学、銭大昕らが地理書の『大清一統志（中国語版）』の第一版を完成させる(乾隆9年とも)。
- スペイン - 財務・海軍・インディアス相ホセ・デル・カンピーリョ・イ・コシオ（英語版）が『アメリカのための新経済政策』（西: Nuevo sistema de gobierno económico para la América）を回覧[3]。
- ロシア帝国 - オレンブルク建設。

- 日本 - 
  - 江戸幕府が甘藷の栽培を奨励[要出典]。
  - 大坂の金銭売買立会所が高麗橋筋から北浜1丁目に移転。金相場会所と改称する[5]。
  - 白鶴酒造が材木屋治兵衛によって創業[6]。
- 北アメリカ - 
  - フィラデルフィアにアメリカ哲学協会が設立[7]。初代会長にはトマス・ホプキンソン（英語版）が、書記にはベンジャミン・フランクリンが就任[8]。
  - クエーカーの牧師、ジョン・ウールマン（英語版）が奴隷制に避難する説法を始める。1758年、クエーカー派は自派の信徒に対して奴隷の売買を禁止した[8]。

### 1月-3月

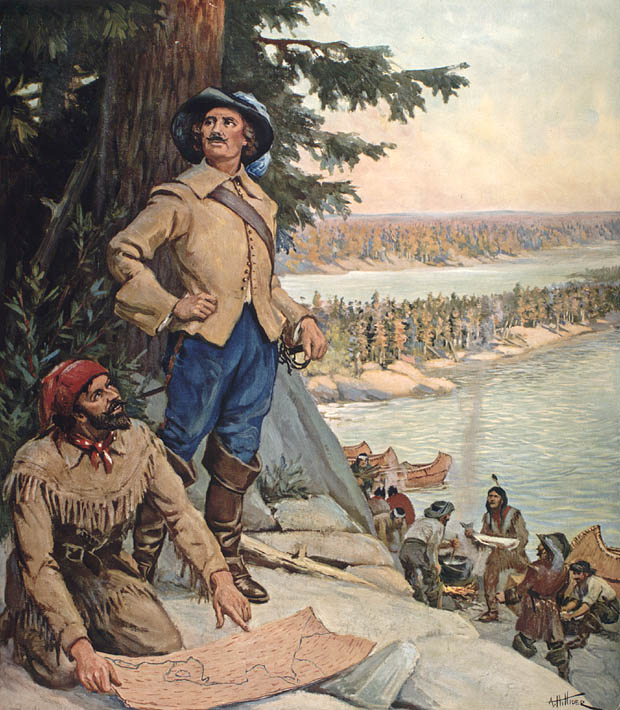
『ウッズ湖のヴェランドリエ兄弟』

- 1月1日 - ヴェランドリエ兄弟のロッキー山脈探検（英語版）：ジャン=バティスト・ド・ラ・ヴェランドリエ（英語版）とフランソワ・ド・ラ・ヴェランドリエ（英語版）（通称「ヴェランドリエ兄弟」）がヨーロッパ人として初めて東側からロッキー山脈を観測する[9]（西側からはコンキスタドールが既に観測していた）。

- 1月8日 - ザクセン選帝侯兼ポーランド国王アウグスト3世が、オーストリア帝国との間で、ザクセン選帝侯領がシレジアの一部を獲得する見返りにオーストリア継承戦争に同盟国として参戦することを約束する協定に調印[10]。
- 1月12日

- ヴェランドリエ兄弟のロッキー山脈探検：ヴェランドリエ兄弟とマンダン族の随行者2人が、現在のモンタナ州ヘレナ近くの山麓に到達する。
- フィリピンで地震。
- 1月16日 - 枢機卿アンドレ＝エルキュール・ド・フルーリーが、その死の13日前にフランス王国宰相の地位を辞する[13]。以後、ルイ15世が親政を行う。
- 1月23日 - フランスの仲介によって、オーボ（現在のフィンランド領トゥルク）でスウェーデンとロシアがロシア・スウェーデン戦争 (1741年-1743年)を終結させるための交渉を開始。同年8月17日、スウェーデンはロシアにフィンランドの南部を割譲した[14]。
- 2月12日 - パリで、ジョゼフ・ボダン・ド・ボワモルティエのコミック・バレエ（英語版）『公爵夫人邸のドン・キホーテ（英語版）』初演。
- 2月18日 - ロンドン、ロイヤル・オペラ・ハウスで、ゲオルク・フリードリヒ・ヘンデルのオラトリオ、『サムソン』初演。
- 3月2日 - ジェンキンスの耳の戦争 - サー・チャールズ・ノウルズ率いる英国遠征艦隊がラ・グアイラの海戦においてスペイン軍に敗北する。
- 3月11日 - 世界最古の民間オーケストラであり、ライプツィヒの市民階級による自主経営オーケストラ、ライプツィヒ・ゲヴァントハウス管弦楽団が発足。楽団の名前は、発足から数十年後の1781年、同楽団の拠点をライプツィヒの大学通りにあるゲヴァントハウスへと移したことに拠る。

### 4月-6月
- 4月2日 - ヴェランドリエ兄弟のロッキー山脈探検：ヴェランドリエ兄弟が、グレートプレーンズがフランス国王ルイ15世の領地であると主張する文を彫り込んこんだ鉛板を埋める。この板は、170年後の1913年2月16日、サウスダコタ州ピア出身のハリエット・フォスターという女学生によって発見されたことでようやく日の目を見た[15][16]。

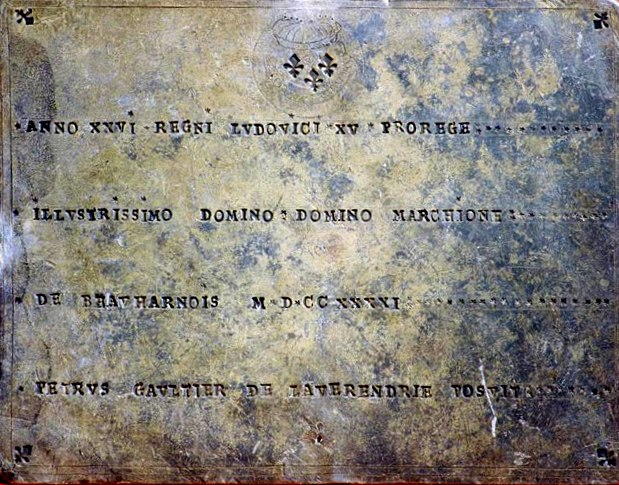
サウスダコタ州で発見されたラ・ヴェランドリエ兄弟の鉛板(表板)。1913年に発見。

- 4月3日 - プリトビ・ナラヤン・シャハがゴルカ王国国王として即位 [17]。ネパールの統一の一環として、ヒマラヤ山脈に割拠していた三都マッラ朝、二二諸国、二四諸国を含む54の諸王国の統一に向けて動きだす。
- 4月9日 - ヴェランドリエ兄弟のロッキー山脈探検：ヴェレンドライエ兄弟が1722年以来初めてヨーロッパ人としてスー族と接触を果たし、彼らのことを"Les Gens de la Fleche Collee"（「鞘付き矢の民」）と記録で言及する[18]。
- 4月18日 - ジョージア植民地の信託委員会が、法人領内に公立学校を設置するための投票を行う[19]。
- 5月10日 - ヌーベルフランスで、ジャン＝バティスト・ル・モワン・ド・ビアンヴィル（英語版）が、断続的に43年に渡り勤め上げたフランス領ルイジアナ総督の地位の、最後の任期を終える（ニューオーリンズの建設を行うなど植民地の開拓に多いに寄与した）。ピエール・フランソワ・ド・リゴーが後任として就き、10年間勤めることになる。
- 5月12日 - マリア・テレジアがボヘミア王の地位をバイエルン選帝侯カール・アルブレヒトから奪還し、ふたたび同地の女王として戴冠する。
- 5月30日 - スウェーデン王国のダーラナ地方で、「自由の時代」の語に象徴される貴族政に反発する農民反乱、ダーラナ反乱 (1743年)（英語版）が勃発する。
- 6月27日 - オーストリア継承戦争 - バイエルンでデッティンゲンの戦い。イギリスとオーストリア帝国、ハノーファーの連合軍が、アドリアン・モーリス・ド・ノアイユ率いるフランス軍を破る。イギリス国王(ジョージ2世)が戦闘に参加した史上最後の戦い。

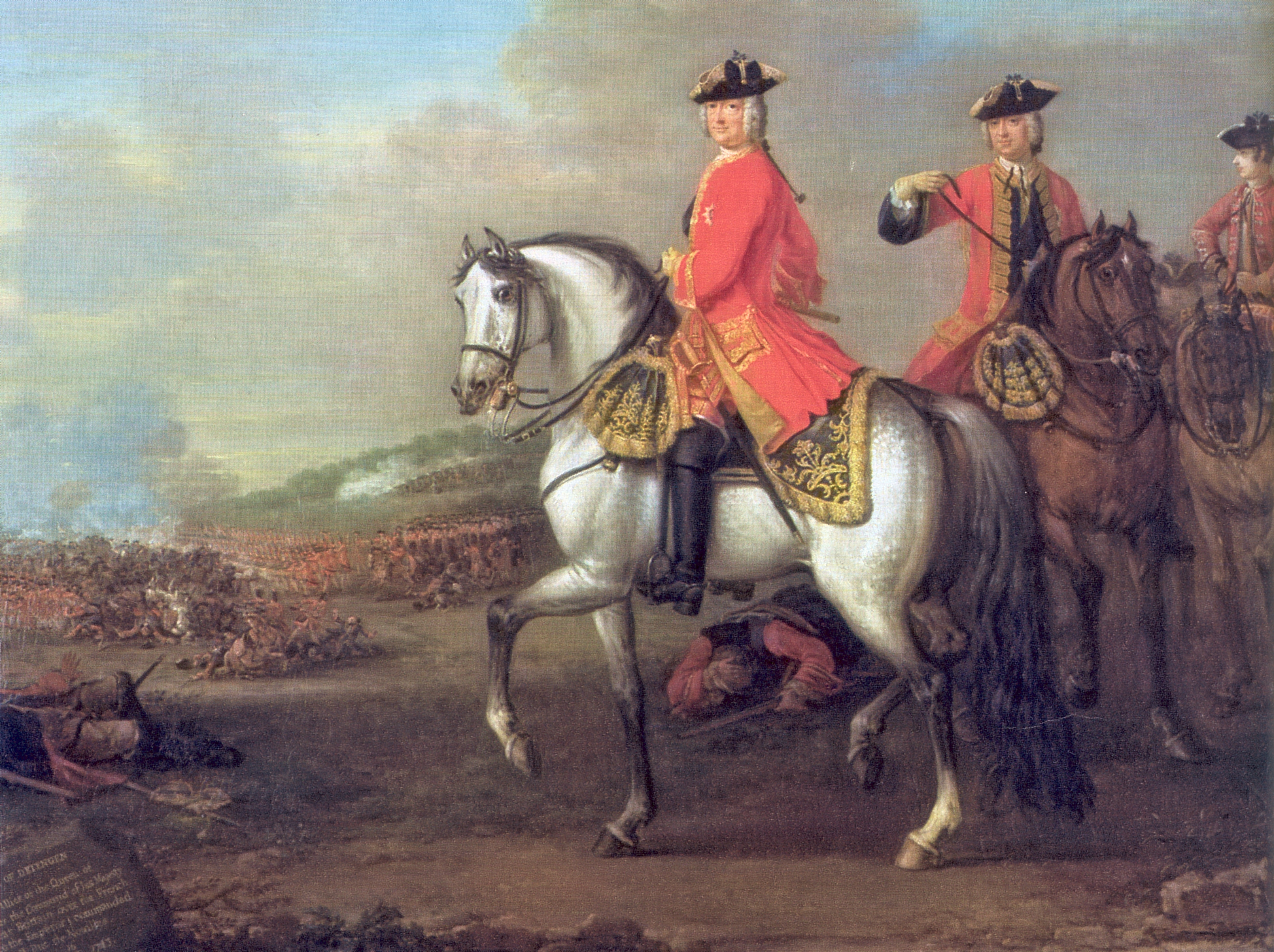
1743年のデッティンゲンの戦いにおけるジョージ2世、ジョン・ウートン作。

### 7月-9月
- 7月3日 - スウェーデン王国の四部会は、戦争中であったロシアへの譲歩として、カール11世の曾孫であるホルシュタイン＝ゴットルプ家のアドルフ・フレドリクをスウェーデンの王位継承者として選出することを承認する。1751年4月5日のフレドリク1世の死後、アドルフスが国王となり、ヘッセン王朝が終わり、1751年から1818年までスウェーデンを治めたホルシュタイン＝ゴットルプ王朝が始まることとなる[20]。
- 7月13日 - オランダ東インド会社の帆船「ホランディア号（英語版）」が、コーンウォール近くに位置するシリー諸島、アネット島（英語版）沖の岩に激突し、乗船していた276人全員が溺死する。1971年に発掘調査が行われた。
- 7月20日 - ジョージ・アンソンの世界周航（英語版）：初代アンソン男爵 ジョージ・アンソン指揮下のセンチュリオン号が、アカプルコからの積荷を載せたマニラ・ガレオン「ヌエストラ・セニョーラ・デ・コバドンガ(西:Nuestra Señora de Covadonga)」を拿捕。アントン卿は1313万3843スペインドルに加え、250万ドル相当の財宝を手に入れた後、メキシコに向かって遡行し、1744年にイギリス本土に帰還した[21]。

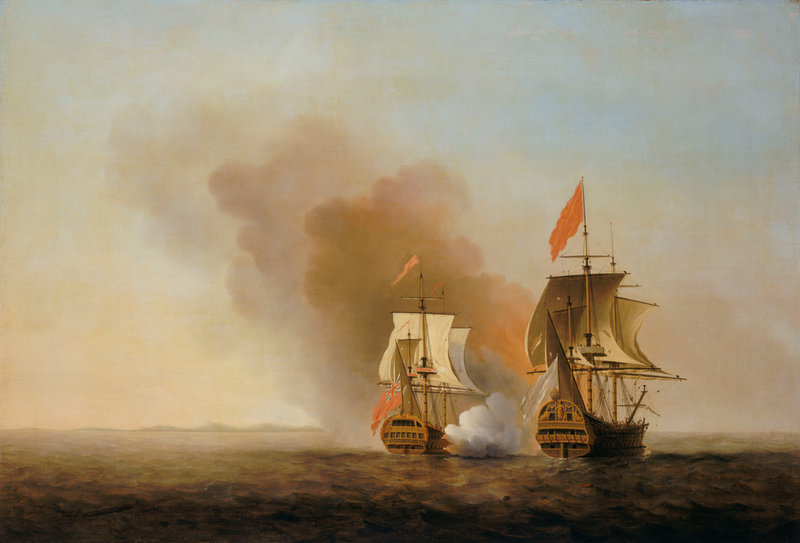
マニラ・ガレオン(右)を拿捕するセンチュリオン号、サミュエル・スコット作。

- 7月23日 - ジェームス・オグルソープがジョージア植民地総督の地位を辞し、ジョージア植民地からイングランドへ向けて出発。同年9月にイングランドに帰還した[22]。
- 7月28日 - フランスとイギリス同盟国諸国が、負傷した敵軍の兵士を相互に看護することで合意する[23]。
- 7月31日 - ペンシルバニア植民地ランカスターで、ヴァージニア、メリーランド、ペンシルバニアの3植民地とシックス・ネイションズとの間に、 アパラチア山脈の西側とオハイオ川の北側の土地は加盟部族の帰属とする条約が結ばれる[24]。
- 7月 - ムガル皇帝、ムハンマド・シャーがマラーター同盟に対し、マールワー地方を正式に割譲[4]。
- 8月7日 - ロシア・スウェーデン戦争：スウェーデンとロシアがオーボ条約を結び、フィンランド東南部がロシアに割譲される[4]。
- 8月23日 - イギリスでヘンリー・ペラム内閣（第1次内閣）が成立。
- 8月29日 - ティルチラーパッリ包囲戦：マラーター占領下にあったティルチラーパッリをニザーム王国の8万の軍隊が包囲していた（3月～）。守将であったマラーターのムラーリー・ラーオ（英語版）は買収され、同市を放棄した[25]。
- 9月11日 - サンクトペテルブルク、12棟の学院館（英語版）の前で、ロシア帝国の女官、ナタリア・ロプーヒナ（英語版）の鞭打ちが行われる。フランスとホルシュタイン公国が企てた「ロプーヒナ陰謀事件」はこれで幕引きとなった。
- 9月13日 - ヴォルムス条約（1743年）（英語版）がイギリス、オーストリア、サルデーニャの間で結ばれる。
- 9月 - 清の河道総督、顧琮（中国語版）が限田法の施行を奏上するも、これを許可されず[4]。

### 10月-12月
- 10月3日（寛保3年8月16日） - 蝦夷国松前藩、第7代藩主松前資広が襲封。
- 10月19日 - 現在のニューメキシコ州にあたる土地を植民地化試みた9人のフランス系カナダ人のうちの1人、ルイ・マリア・コロンがスペインの現地政府によって処刑される。罪状はプエブロ族に対してスペイン政府への反乱を教唆したことであった[26]。
- 10月21日 - ベンジャミン・フランクリンがフィラデルフィアで行っていた月食の観測が、雨で中断される。数日後、フランクリンはボストンの住民が月食の数時間後に同じ嵐を観測していたことを知った。これは、天候が西から東へと移動していることを示していた[27]。
- 10月23日 - およそ6週間に渡る攻防ののち、ナーディル・シャーがオスマン帝国領土であったモースルの包囲を解く。この後、アフシャール朝はオスマン帝国にナジャフを割譲させ和睦。
- 11月5日 - 水星の太陽面通過の科学的な観測が、ロシアに滞在していたフランス人天文学者ジョゼフ＝ニコラ・ドリルらによって行われる。
- 11月29日 - ミデルブルフでヤン・デ・ミュンクがクリンケンベルグ彗星を観測[28]。後述のクリンケンベルク、シェゾーとともに、それぞれ独立した観測による発見であった。

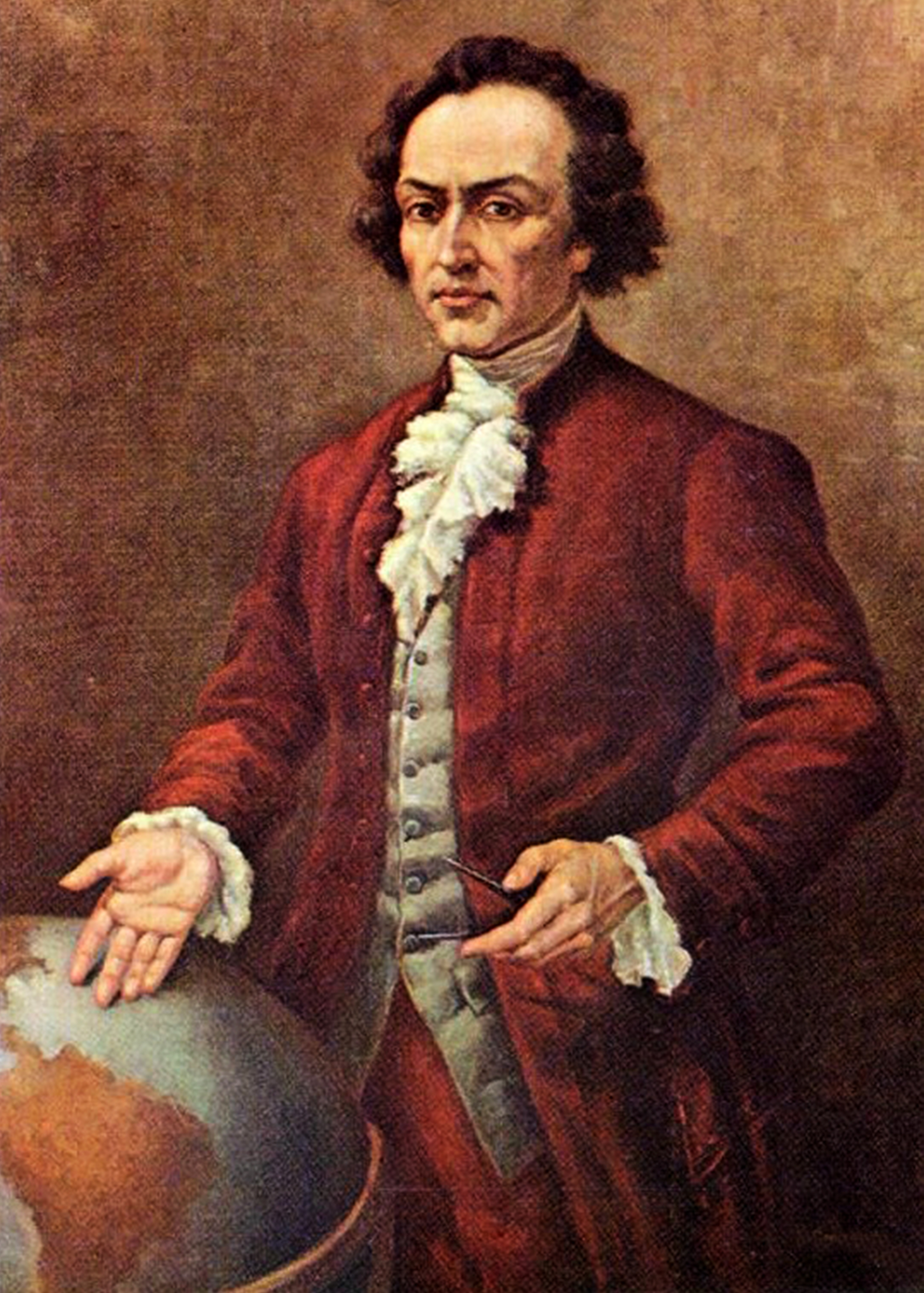
ペドロ・ヴィンセンテ・マルドナド

- 11月 - オランダ、ジャワ島のパシシール（英語版）（同島の東北海岸地域）を領有[4]。ペドロ・ヴィンセンテ・マルドナド12月3日 - 現在のエクアドルの地理学者ペドロ・ヴィセンテ・マルドナド（英語版）が、フランス科学アカデミーによる測地遠征に用いる最新式の器具を購入するためにブラジルを出発[29]。
- 12月9日 - ハールレムでディルク・クリンケンベルク（英語版）がクリンケンベルク彗星を観測[30]。
- 12月10日 - フランス国王ルイ15世がスペイン国王フェリペ5世にスチュアート家をイギリスの王位に復帰させようとする意図を伝える。ジェームズ・フランシス・エドワード・ステュアートが、彼の父であるジェームズ2世が1688年に退位するまでイングランド及びスコットランドの皇太子であったが、翌年1744年1月1日に計画されていたイギリスへの攻撃が成功すれば、王位請求者として両国の王ジェームズ3世として即位する[31]。
- 12月11日 - イギリス国王ジョージ2世の娘、ルイーズ・オブ・グレート・ブリテンがデンマーク＝ノルウェーの皇太子フレデリク5世と結婚する[32]。
- 12月13日 - ローザンヌでジャン＝フィリップ・ロワ・ド・シェゾーがクリンケンベルク彗星を観測。彼は翌年3月にこの彗星の北半球での最後の観測も行った。
- 12月 広島藩、養殖牡蠣増産に伴い、新規に牡蠣株仲間14株を編成させる[33]。

## 誕生
- 2月2日 - ジョゼフ・バンクス、博物学者（+ 1820年）

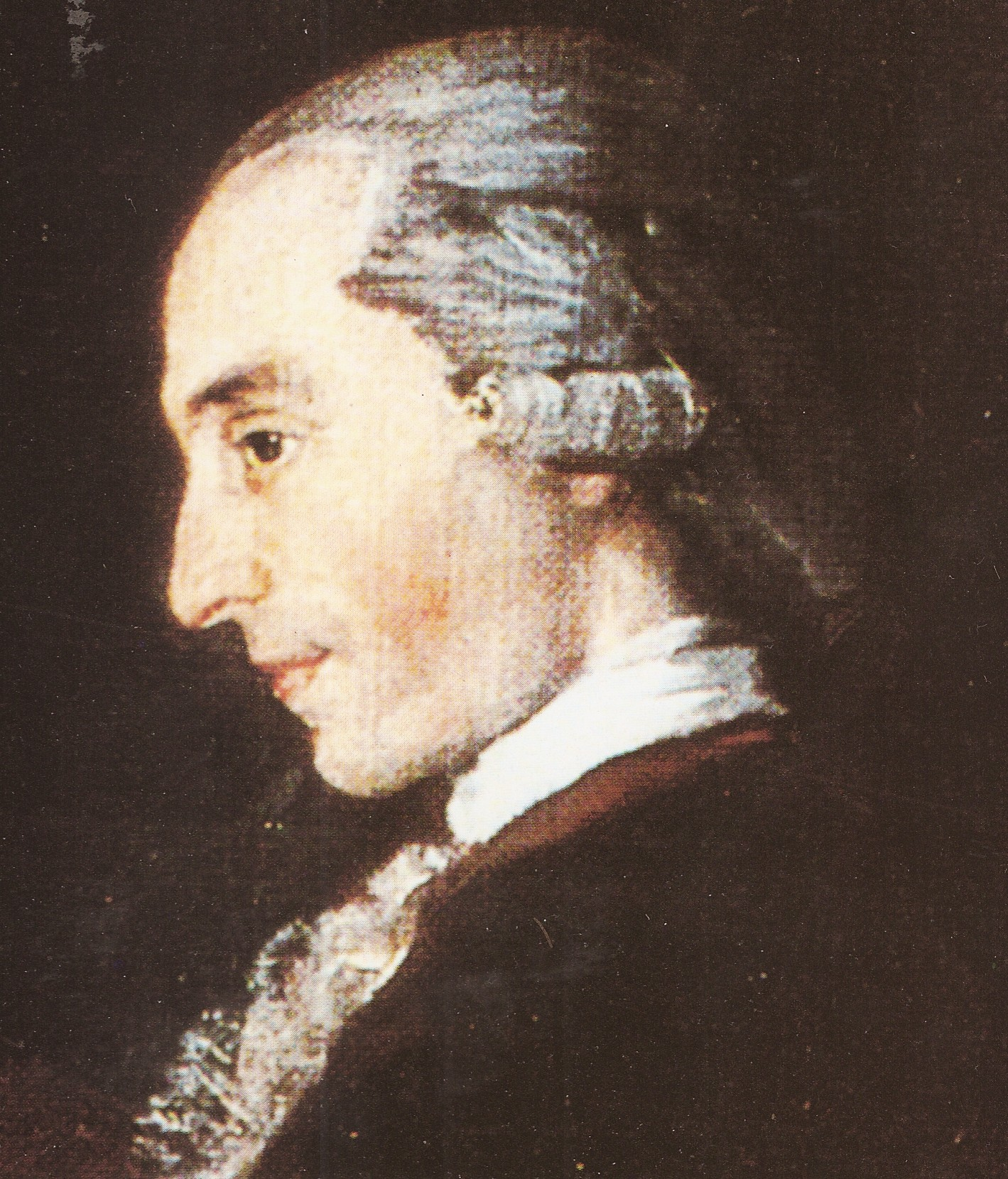
ルイジ・ボッケリーニ　フランシスコ・デ・ゴヤ画

- ルイジ・ボッケリーニ　フランシスコ・デ・ゴヤ画2月19日 - ルイジ・ボッケリーニ[34]、イタリアの作曲家、チェリスト（+ 1805年）
- 2月28日 - ルネ＝ジュスト・アユイ、フランスの鉱物学者（+ 1822年）
- 2月28日 - カロリーネ・フォン・オラニエン＝ナッサウ＝ディーツ、ナッサウ＝ヴァイルブルク侯カール・クリスティアンの妃（+ 1822年）
- 4月13日 - トーマス・ジェファーソン、第3代アメリカ合衆国大統領（+ 1826年）
- 4月24日 - エドモンド・カートライト、イギリスの牧師、実業家、発明家（+ 1823年）
- 6月2日 - カリオストロ、カリオストロ伯爵を自称した人物、錬金術師（+ 1795年）
- 6月3日 - ヴィルヘルム1世、初代ヘッセン選帝侯（+ 1821年）
- 7月3日 - ソフィア・マグダレーナ・アヴ・ダンマルク、スウェーデン王グスタフ3世の王妃（+ 1813年）
- 8月19日 - デュ・バリー夫人[35]、フランス王ルイ15世の公妾（+ 1793年）

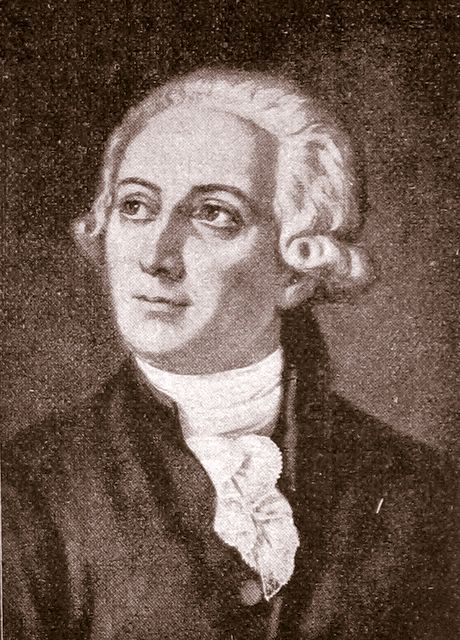
アントワーヌ・ラヴォアジエ　ジャック＝ルイ・ダヴィッド画

- アントワーヌ・ラヴォアジエ　ジャック＝ルイ・ダヴィッド画8月26日 - アントワーヌ・ラヴォアジエ、フランスの化学者（+ 1794年）
- 9月17日 - コンドルセ、フランスの数学者、哲学者、政治家 (+ 1794年）
- 10月3日 - ヴィットーリオ・アメデーオ2世・ディ・サヴォイア＝カリニャーノ、第5代カリニャーノ公（+ 1780年)
- 10月5日 - ジュゼッペ・ガッザニーガ、イタリアの作曲家（+ 1818年）
- 11月25日 - ウィリアム・ヘンリー、イギリスの王族、グロスター＝エディンバラ公（+ 1805年）
- 12月1日 - マルティン・ハインリヒ・クラプロート、ドイツの化学者（+ 1817年）
- 勝川春好、役者絵、大首絵を手掛けた浮世絵師 (+ 1812年)
- トマス・ストーン、アメリカ合衆国の政治家、アメリカ独立宣言の署名者の1人（+ 1787年）

## 死去
- 1月7日 - アンナ・ソフィー・レーヴェントロー、デンマーク・ノルウェー王フレデリク4世の2度目の王妃（* 1693年）
- 1月29日 - アンドレ＝エルキュール・ド・フルーリー、フランス王国の聖職者、政治家（* 1653年）

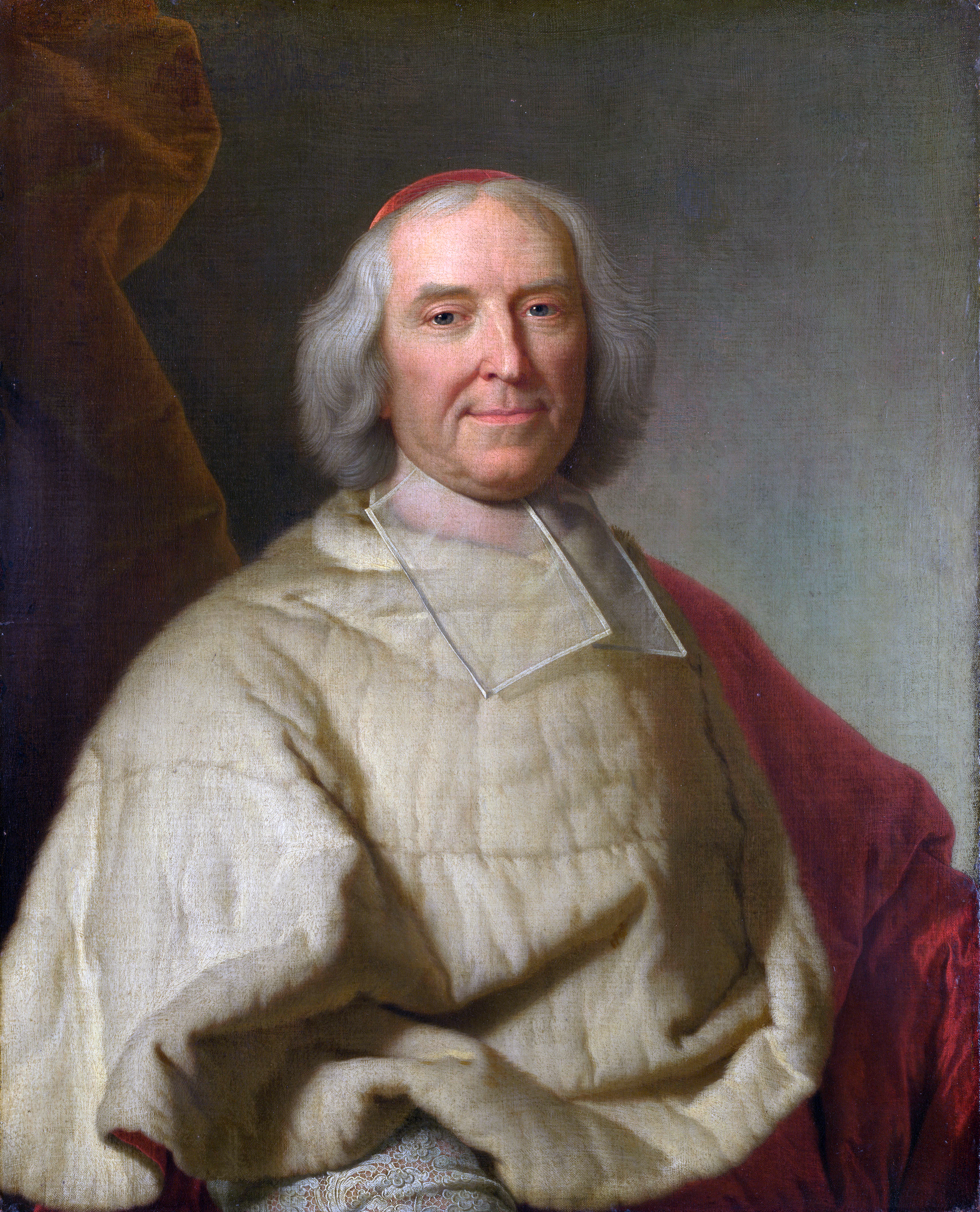
アンドレ＝エルキュール・ド・フルーリー

- 1月30日（寛保3年1月5日）- 生島新五郎、歌舞伎役者、江島生島事件の中心人物 (* 1671年)
- 2月10日 - ルイーズ・アデライード・ドルレアン、フランス王国の王族、修道院長（* 1698年）
- 2月18日 - アンナ・マリーア・ルイーザ・デ・メディチ、最後のメディチ家直系。プファルツ選帝侯ヨハン・ヴィルヘルムの妃（* 1667年）
- 5月10日 - エーレンガルト・メルジーネ・フォン・デア・シューレンブルク、イギリス王ジョージ1世の愛妾（* 1667年）
- 5月31日（寛保3年閏4月8日） - 松前邦広、蝦夷国松前藩第6代藩主（*1705年）
- 6月16日 - ルイーズ・フランソワーズ・ド・ブルボン、コンデ公ルイ3世の妻（* 1673年）
- 7月2日 - スペンサー・コンプトン (初代ウィルミントン伯爵)、イギリスの政治家 (*1674年)
- 7月22日（寛保3年6月2日）- 尾形乾山、日本の陶芸家、日本画家 （*1663年）
- 8月15日 - ジャック・ド・ピュイセギュール、フランス王国の軍人、軍事学者（* 1655年）
- 9月21日 - ジャイ・シング2世、アンベール王国の君主、ムガル帝国の政治家、武将 (*1688年)
- 12月27日 - イアサント・リゴー、フランスの画家（* 1659年）